# Saint-Julien (Var)
Saint-Julien település Franciaországban, Var megyében. Lakosainak száma 2399 fő (2022. január 1.). Saint-Julien Esparron-de-Verdon, Gréoux-les-Bains, Quinson, Saint-Martin-de-Brômes, Ginasservis, La Verdière és Vinon-sur-Verdon községekkel határos.

## Népesség
A település népessége az elmúlt években az alábbi módon változott:
| Lakosok száma | 2222 | 2284 | 2367 | 2437 | 2409 | 2406 | 2402 | 2401 | 2394 | 2399 |
|               | 2012 | 2013 | 2015 | 2016 | 2017 | 2018 | 2019 | 2020 | 2021 | 2022 |